# Anne Aknin
Pour les articles homonymes, voir Aknin.
Anne Aknin ou Anne Aquenin, née le 10 novembre 1922 à Białystok (Pologne) et morte le 25 juillet 2017 à Asnières-sur-Seine, est une artiste peintre, mosaïste et créatrice de tapisserie française d'origine polonaise.

## Biographie
Anne Aknin passe sa jeunesse à Varsovie où, déjà très attirée par la culture française, elle apprend le français au lycée. En 1940, elle est enfermée dans le ghetto, où elle survit grâce à son travail dans une manufacture d’uniformes. Elle est déportée en 1943, à Majdanek puis à Buchenwald. Rescapée et seule survivante de sa famille, elle n’aura de cesse, une fois libre, de conjurer et d’exorciser ce passé insoutenable, par une œuvre faite d’éclats et de taches de couleurs vives, à profusion.
Réfugiée en France en 1945, elle entre à l’école des Beaux-Arts de Grenoble (la seule école d’art qui admette alors une jeune fille sans baccalauréat). Dès ses débuts d’artiste peintre, elle prend le parti de ne pas représenter le cataclysme, et cherche à s’inscrire dans une lignée comprenant à la fois l’École de Paris, Lanskoy, Poliakoff et De Staël. S’exprimant d’abord sur les matériaux de récupération, seuls disponibles alors (huiles et gouaches sur contreplaqués), elle célèbre les lieux et paysages de la France qu’elle découvre alors. À Grenoble, elle rencontre son mari, qu’elle suit dans ses différentes affectations professionnelles. Elle passera toute sa vie avec lui, et ils auront deux garçons ensemble.
Leur installation à la Martinique en 1957 coïncide avec une étape décisive de sa vision créative. Elle y confirme ses principaux modes d’expression: l’huile sur toile et la tapisserie d’assemblage, ainsi que ses thèmes de prédilection: paysages, toits, bateaux, pots et vases, exprimés en grands formats. Elle affirme sa personnalité créatrice dans ses tapisseries, avec un style qui lui est propre, fait de tissus multicolores de récupération, assemblés par des techniques de surbrodage.
Elle poursuit et développe cette pratique de la tapisserie à son retour en France métropolitaine en 1962. Tout en poursuivant ses recherches sur les tissus assemblés, elle continue à saisir par ses huiles sur toile les paysages de ses voyages (Venise, Florence, Malte, New York) ou de ses lieux de vie: Saint-Raphaël et la Provence (1963), Sens et la Bourgogne (1964-1966), l'Ile-de-France et Paris (1966-1998). Elle se fixe définitivement en 1966, à Pontoise, où elle installe son atelier, lequel reste actif jusqu’en 2004.

## Œuvre
Si les sujets de prédilections des huiles sur toiles sont les toits et les rues des villes, les paysages, les grands arbres, les ports, les barques, les plages et les rivières, on trouve aussi une veine plus intime, où figurent des natures mortes faites d’objets de cuivre, de vases, de bouteilles et de flacons, qu’elle se plaisait à récupérer dans les brocantes et les marchés. Lorsqu’un thème est retenu, il est rare qu’il ne fasse pas l’objet d’une série.
À partir des années 1970, ses thématiques habituelles cèdent la place à une exploration approfondie du domaine de l’abstraction et de la mixité des matériaux: inclusion de globes en plexiglas, surbrodage ou juxtaposition de volumes tissés à la main ou matelassés. Elle prend ses distances par rapport à la figuration. Cette inspiration alimente aussi sa production de fresques, mosaïques, motifs de carrelages ou pavés, et tapisseries monumentales, qu’elle met en œuvre lors de réalisations dans des équipements publics. Trois de ses tapisseries ont été acquises par le tribunal de grande instance d'Evry à sa construction en 1976. L'une d'elles orne toujours aujourd'hui la salle d'assises du tribunal.
Sa technique picturale devient mixte avec l’utilisation de l’acrylique et des encres. Elle substitue cadres de sérigraphie et racloirs aux pinceaux et couteaux. À la suite d’un voyage au Japon en 1986, elle expérimente la technique de l’aérographe sur papiers de soie, pour des productions qui travaillent le flou, le sfumato et l’indistinct. Dans une autre veine, plus documentaire, ou plus nostalgique, elle produit ses dernières grandes séries: Villes Englouties (1994), Lettres et Lettrines (1996), Ponts de New York (1998), Ponts de Paris (2000), Lieux Sacrés (2002), Cartes Postales (2004), Confidences (2006).
À mesure que le temps passe, elle éprouve un besoin de créer plus pressant, et produit des séries de toiles aux gammes chromatiques sombres, et entièrement abstraites. L’urgence du témoignage s’impose alors, et elle fait don en 2012 au Musée du camp de Buchenwald d’une tapisserie monumentale, noire traversée de chaînes.
Le travail d’Anne Aknin a été largement exposé (Société des Artistes Indépendants, Salon d'automne, Salon des Artistes Décorateurs, Salon Arelis – Cité Internationale des Arts), et est présent dans de nombreux bâtiments publics (Passages - École de la Légion d’Honneur – Saint Denis, Modulaires I / II / III – Palais de Justice - Évry), ainsi que dans des collections privées. Elle a été lauréate de plusieurs prix lors de salons et expositions à l’international. Elle a été professeure d’Histoire de l’Art à l’Institut d’Études Techniques et Historique des Objets d’Art (Versailles), et à l’Institut Européen des Sciences de l’Art (Paris).

## Salons
- 1987 : Salon de la Société nationale des beaux-arts, section arts décoratifs : Fenêtres bleues